# Rafael
Rafael Advanced Defense Systems (ивр. רפאל — מערכות לחימה מתקדמות‎ Рафаэ́ль — Маархо́т Лехима́ Миткадмо́т) — израильская компания, производитель вооружения, входит в четвёрку крупнейших израильских фирм-экспортёров вооружений.
Организация была создана в 1948 году и первоначально имела название HEMED. В дальнейшем, в 1952 году компания получила название EMET. В 1958 году компания получила название RAFAEL.
На начало XXI в. количество сотрудников достигает 6000 человек. Доходы от продаж составили в 2010 году $1,056 млрд, из них чистая прибыль 170 миллионов. Входит в 100 крупнейших оружейных фирм мира, 49 место по рейтингу прибыли от продаж.
Основная область исследований: ракетные и авиационные технологии, системы ПВО, тактическое ракетное оружие.

## Продукция, товары и разработки
- ракетное оружие:

- ракеты класса «воздух-земля» AGM-142 Have Nap;
- ракеты класса «воздух-воздух» «Шафрир»;
- противотанковые ракетные комплексы «SPIKE»,
- зенитно-ракетные комплексы «Spyder» (совместная разработка);
- ручной противотанковый гранатомёт «MATADOR» (совместная разработка)

- беспилотные летательные аппараты «Skylite»
- дистанционно управляемый катер «Protector USV»
- тактическая система ПРО «Железный купол»
- система активной защиты бронетанковой техники ASPRO-A «Trophy»
- лазерная система ПРО Железный луч